# 아모구스
아모구스(영:amogus)는 어몽어스에서 파생된 인터넷 밈이다.

## 탄생
만화책에서 탄생했다. 4컷 만화의 마지막 장면에 있는 다른쪽 남자의 머리를 제거하고 우주인 모자를 씌웠다.

## 인기
Amogus, mogus, aaaaaa, momogus, amomo, amomogus, sugoma, us, colombus, amogusgus, sugugu, pokeSUS, amogas와 같은 업그레이드 밈들이 생겼다.

## 같이 보기
- 인터넷 밈

- among us